# Супербоул XI
Супербоул XI (англ. Super Bowl XI) — матч по американскому футболу в сезоне НФЛ. Ежегодно на поле выходит команда Американкой Футбольной Конференции (АФК) и Национальной Футбольной Конференции (НФК). От АФК играл Окленд «Рэйдерс» (ныне называется Лас-Вегас Рэйдерс), а от НФК — Миннесота «Вайкингс». Матч прошел 9 января 1977 года. Окленд выиграл 32-14.

## Трансляция
В США игру транслировал NBC. Матч начался в 12:30 по PTS и является последним Супербоулом, который начался днём.

## Ход матча
ПЕРВАЯ ПОЛОВИНА
В первой четверти матча команды не набрали очки. В начале второй четверти Окленд забивает филд гол. Затем в середине четверти Окленд оформляет тачдаун. Ближе к перерыву Окленд делает ещё один тачдаун, но не забивает экстрапоинт.
ВТОРАЯ ПОЛОВИНА
В середине третьей четверти Окленд Рейдерс забивает 40-ярдовый филд гол. В конце четверти, Миннесота, наберет очки с помощью 8-ярдового тачдауна, для счета 19-7 в пользу Окленда. В середине, уже в четвёртой четверти, два тачдауна (в том числе 75-ярдовый тачдаун после перехвата) Окленда сделаю счет 32-7, так как кикер Окленда промажет второй экстрапоинт. За полминуты до окончания матча абсолютно бесполезный тачдаун сделает Миннесота.
Супербоул XI: Окленд Рейдерс 32, Миннесота Вайкингс 14
|                | 1 | 2  | 3 | 4  | Всего |
| -------------- | - | -- | - | -- | ----- |
| Рейдерс (АФК)  | 0 | 16 | 3 | 13 | 32    |
| Вайкингс (НФК) | 0 | 0  | 7 | 7  | 14    |

Роуз Боул , Пасадина, Калифорния
- Дата : 9 января 1977 г.
- Время игры : 12:47 вечера по тихоокеанскому времени
- Погода в игре :23° C (74° F), солнечно

OAK-Окленд, MIN-Миннесота, ЭП-Экстрапоинт
■ Первая четверть:
■ Вторая четверть:
- 14:12-OAK-24-ярдовый филд гол, Окленд повел 3:0
- 7:10-OAK-1-ярдовый тачдаун+ЭП, Окленд ведет 10-0
- 3:33-OAK-1-ярдовый тачдаун, но экстрапоинт промазан, Окленд ведет 16-0

■ Третья четверть:
- 5:16-OAK-40-ярдовый филд гол, Окленд ведет 19-0
- 0:47-MIN-8-ярдовый тачдаун+ЭП, Окленд ведет 19-7

■ Четвёртая четверть:
- 7:39-OAK-2-ярдовый тачдаун+ЭП, Окленд ведет 26-7
- 5:43-OAK-75-ярдовый тачдаун перехватом, но неудачный экстрапоинт, Окленд ведет 32-7
- 0:25-MIN-13-ярдовый тачдаун+ЭП, Окленд ведет 32-14